# Cartwright Airport
Cartwright Airport är en flygplats i Kanada.   Den ligger i provinsen Newfoundland och Labrador, i den östra delen av landet, 1 600 km nordost om huvudstaden Ottawa. Cartwright Airport ligger 12 meter över havet.
Terrängen runt Cartwright Airport är platt. Havet är nära Cartwright Airport åt nordväst. Trakten runt Cartwright Airport är nära nog obefolkad, med mindre än två invånare per kvadratkilometer..